# Särkijärvet (Pajala socken, Norrbotten, 749902-181391)
Särkijärvet är en sjö i Pajala kommun i Norrbotten och ingår i Torneälvens huvudavrinningsområde. Särkijärvet ligger i Torne och Kalix älvsystem Natura 2000-område.